# Mitsuo Watanabe
Mitsuo Watanabe (jap. 渡辺 三男, Watanabe Mitsuo; * 4. Juni 1953 in Nasu, Präfektur Tochigi) ist ein ehemaliger japanischer Fußballspieler.

## Nationalmannschaft
1974 debütierte Watanabe für die japanische Fußballnationalmannschaft. Watanabe bestritt 28 Länderspiele und erzielte dabei vier Tore. Mit der japanischen Nationalmannschaft qualifizierte er sich für die Asienspiele 1974.

## Errungene Titel
- Japan Soccer League: 1977, 1979, 1981
- Kaiserpokal: 1977, 1979